# Felipe Pardo
Édgar Felipe Pardo Castro, né le 17 août 1990 à Quibdó, est un footballeur international colombien qui évolue au poste de milieu offensif à l’Independiente Medellín.
Il est parfois surnommé "le tank".

## Biographie

### Carrière en clubs
Felipe Pardo fait ses débuts professionnels avec l'Atlético Huila avant d'être transféré au Deportivo Cali. Il joue ensuite quatre ans à l'Independiente Medellín.
En 2013, il rejoint l'Europe et signe un contrat de quatre ans en faveur du club portugais du Sporting Braga.
Le 17 juillet 2015, après deux bonnes saisons avec le Sporting Braga, il signe un contrat de 4,5 millions d'euros avec le club grec de l'Olympiakos.
Le 4 novembre 2015, il inscrit un doublé en Ligue des champions, lors d'un match contre le club du Dinamo Zagreb (victoire 2-1).
Le 11 janvier 2017, il est prêté au FC Nantes avec option d'achat par l'Olympiakos. Après 14 rencontres sous le maillot des Canaris, souvent en tant que remplaçant, l'option d'achat n'est pas levée par le FC Nantes et Pardo retourne donc en Grèce. Son seul but durant son passage à Nantes est une frappe lointaine très excentrée qui finit dans la lucarne opposée, contre Dijon (victoire 3-1 de Nantes). Ce but fait partie de la sélection des plus beaux buts de la saison 2016-2017 par la LFP et du 2ème des tops buts de la décennie 2010-2020 pour le FC Nantes.
Le 2 janvier 2019, Felipe Pardo quitte la Grèce et s'engage pour un an avec le club mexicain du Deportivo Toluca.

### Carrière en équipe nationale
Il reçoit sa première sélection en équipe de Colombie le 12 novembre 2015, contre le Chili, lors d'un match rentrant dans le cadre des éliminatoires du mondial 2018 (match nul 1-1).

## Palmarès
- Champion de Colombie en 2009 (Tournoi de clôture) avec l'Independiente Medellín
- Champion de Grèce en 2016  et 2017 avec l'Olympiakos